# Санта-София (Колумбия)
Санта-София (исп. Santa Sofía) — небольшой город и муниципалитет в центральной части Колумбии, на территории департамента Бояка. Входит в состав провинции Рикаурте.

## История
Поселение, из которого позднее вырос город, было основано 10 января 1810 года.

## Географическое положение

Муниципалитет Санта-София

Город расположен на северо-западе центральной части департамента, в гористой местности Восточной Кордильеры, на расстоянии приблизительно 32 километров к северо-западу от города Тунха, административного центра департамента. Абсолютная высота — 2300 метров над уровнем моря.
Муниципалитет Санта-София граничит на севере с территорией муниципалитета Моникира, на востоке — с муниципалитетом Гачантива, на юго-востоке — с муниципалитетом Вилья-де-Лейва, на юге — с муниципалитетом Сутамарчан, на юго-западе — с муниципалитетом Сабоя, на западе — с территорией департамента Сантандер. Площадь муниципалитета составляет 78 км².

## Население
По данным Национального административного департамента статистики Колумбии, совокупная численность населения города и муниципалитета в 2015 году составляла 2704 человека.
Динамика численности населения муниципалитета по годам:
| 2005 | 2006 | 2007 | 2008 | 2009 | 2010 | 2011 | 2012 | 2013 | 2014 | 2015 |
| ---- | ---- | ---- | ---- | ---- | ---- | ---- | ---- | ---- | ---- | ---- |
| 3121 | 3076 | 3033 | 2992 | 2949 | 2909 | 2872 | 2828 | 2790 | 2745 | 2704 |

Согласно данным переписи 2005 года мужчины составляли 50,4 % от населения Санта-Софии, женщины — соответственно 49,6 %. В расовом отношении белые и метисы составляли 99,9 % от населения города; негры, мулаты и райсальцы — 0,1 %.
Уровень грамотности среди всего населения составлял 82 %.

## Экономика
Основу экономики Санта-Софии составляет сельское хозяйство.

49,3 % от общего числа городских и муниципальных предприятий составляют предприятия торговой сферы, 25,2 % — промышленные предприятия, 21,5 % — предприятия сферы обслуживания, 4 % — предприятия иных отраслей экономики.